# Laura Troschel
Laura Troschel, nota anche con lo pseudonimo di Costanza Spada (Varese, 3 novembre 1944 – Roma, 29 settembre 2016), è stata un'attrice e cantante italiana.
Attrice versatile, ha interpretato molte commedie all'italiana degli anni settanta.

## Biografia
Nata a Varese, cresciuta a Genova, si trasferì a Roma all'età di 14 anni. Approdò giovanissima nel mondo dello spettacolo, ma dopo i problemi riscontrati con i primi film (in cui utilizzava il nome di Costanza Spada), bloccati dalla censura dell'epoca, si dedicò al teatro con Franco Molè, caposcuola dell'avanguardia romana, al Teatro Ringhiera, per poi, nella stagione 1975/76, fare cabaret con Anna Mazzamauro, Bruno Lauzi, Daniele Formica ed Elio Pandolfi e, infine, diventare dal 1976 al 1982 primadonna del Bagaglino di Castellacci e Pingitore, sul palcoscenico dello storico Salone Margherita.
Dopo due commedie musicali al Teatro Brancaccio come protagonista, debuttò al cinema, recitando in A mosca cieca (1966), Quel maledetto giorno della resa dei conti, 4 mosche di velluto grigio (1971), Prima notte di nozze (1976), Nerone (1977), Scherzi da prete (1978), Tutti a squola e L'imbranato (1979), La gabbia (1985), Raul - Diritto di uccidere (2005).
Per la televisione, insieme all'allora marito Pippo Franco ha condotto C'era una volta Roma (1979), dove cantavano anche la sigla di testa Ammazza quanto è bra!, e, con la presenza aggiunta di Claudio Cecchetto, il programma di prima serata Scacco Matto (1980), abbinato alla Lotteria Italia, cantando anche in questo caso sia la sigla di testa che quella di coda; inoltre ha partecipato alla serie I ragazzi del muretto e alla soap opera Un posto al sole. Nel 1978 e nel 1981 ha posato nuda per la rivista erotica Playmen.
Il teatro è stato però sempre il suo vero amore, con un repertorio che spaziava dalle commedie brillanti ai ruoli drammatici: tra le sue partecipazioni più importanti, La bottega del caffè di Carlo Goldoni, al fianco di Arnoldo Foà, Le Barzotte di Pier Francesco Pingitore con Martufello, Max Tortora e Lorenza Guerrieri, Last Minute di Guido Polito e Alberto Ricci Hoiss con Sandra Milo, Mita Medici e Lorenza Guerrieri con la regia di Silvio Giordani nella stagione teatrale 2012-13, e la sua ultima interpretazione da protagonista in Incanto di Natale di Paola Nicoletti. Nel 1994 divorziò da Pippo Franco, da cui aveva avuto il figlio Simone. Dopo una breve malattia è morta a Roma il 29 settembre 2016 a 71 anni. Il funerale si è svolto il 1º ottobre presso la basilica di San Lorenzo fuori le mura. Riposa al cimitero del Verano.

## Filmografia

### Cinema
- A mosca cieca, regia di Romano Scavolini (1966)
- Il sesso degli angeli, regia di Ugo Liberatore (1968)
- La prova generale, regia di Romano Scavolini (1968)
- Quel maledetto giorno della resa dei conti, regia di Sergio Garrone (1971)
- 4 mosche di velluto grigio, regia di Dario Argento (1971)
- Furto di sera bel colpo si spera, regia di Mariano Laurenti (1973)
- Patroclooo!... e il soldato Camillone, grande grosso e frescone, regia di Mariano Laurenti (1973)
- Prima notte di nozze, regia di Corrado Prisco (1976)
- Nerone, regia di Castellacci e Pingitore (1976)
- Scherzi da prete, regia di Pier Francesco Pingitore (1978)
- Tutti a squola, regia di Pier Francesco Pingitore (1979)
- L'imbranato, regia di Pier Francesco Pingitore (1979)
- Ciao marziano, regia di Pier Francesco Pingitore (1980)
- Il ficcanaso, regia di Bruno Corbucci (1980)
- I mercenari raccontano..., regia di Sergio Pastore (1985)
- La gabbia, regia di Giuseppe Patroni Griffi (1985)
- Delitti, regia di Giovanna Lenzi (1987)
- Non lo sappiamo ancora, regia di Stefano Bambini, Lino D'Angiò e Alan De Luca (1999)
- Raul - Diritto di uccidere, regia di Andrea Bolognini (2005)
- Il sottile fascino del peccato, regia di Franco Salvia (2010)

### Televisione
- Orlando furioso, regia di Luca Ronconi – miniserie TV, 2 episodi (1975)
- L'uomo dagli occhiali a specchio – film TV (1975)
- Alle origini della mafia, regia di Enzo Muzii –  miniserie TV, episodio La legge (1976)
- C'era una volta Roma, regia di Pier Francesco Pingitore – programma TV (Rete 2, 1979)
- Quei trentasei gradini, regia di Luigi Perelli – miniserie TV, 3 episodi (1985)
- Se un giorno busserai alla mia porta, regia di Luigi Perelli – miniserie TV, 4 episodi (1986)
- Professione vacanze – serie TV, 1 episodio (1987)
- Lo scomparso, regia di Marcello Baldi – film TV (1987)
- Appuntamento a Trieste, regia di Bruno Mattei – miniserie TV, 3 episodi (1989)
- I ragazzi del muretto – serie TV, 11 episodi (1991-1996)
- Villa Ada, regia di Pier Francesco Pingitore – film TV (1999)
- Il bello delle donne – serie TV, 10 episodi (2001-2002)
- La palestra, regia di Pier Francesco Pingitore – film TV (2003)
- Imperia, la grande cortigiana, regia di Pier Francesco Pingitore – film TV (2005)
- Domani è un'altra truffa, regia di Pier Francesco Pingitore – film TV (2006)
- Di che peccato sei?, regia di Pier Francesco Pingitore – film TV (2007)

## Discografia

### Album
- 1977 - Il bello e la bestia (Cinevox, SC 33.34, LP) (con Pippo Franco)
- 1979 - C'era una volta Roma (Cinevox, CAB 2005, LP) (con Pippo Franco)
- 1988 - Laura Troschel (Yep, YLP 11, LP)

### Singoli
- 1977 - Quanto sei bella Roma (Canta se la vuoi cantar)/L'autostop (Cinevox, SC 1099, 7") (con Pippo Franco)
- 1979 - Tu per me sei come Roma/La fornarina (Cinevox, SC 1135, 7") (con Pippo Franco)
- 1980 - Prendi la fortuna per la coda/Aria di festa, (Lupus, LUN 4912) (con Pippo Franco)
- 1980 - Mandami una cartolina/Lezione di inglese, (Lupus, LUN 4914) (con Pippo Franco)
- 1980 - Scacco matto/La sua mano (CBS, 9094, 7") (con Pippo Franco)
- 1985 - Per una donna/Vite di plastica (Video/Radio, VR 0024, 7")
- 1986 - Ma la domenica/A pensarci bene non mi piace il Brasile (RCA Italiana, BB-7573, 7")